# Wednesday (serie de televisión)
Wednesday (Merlina  en Hispanoamérica y Miércoles  en España) es una serie de televisión por internet estadounidense de misterio sobrenatural y comedia oscura, basada en el personaje de Wednesday Addams creado por Charles Addams. La serie creada por Alfred Gough y Miles Millar, producida por MGM Television y distribuida por Netflix, está protagonizada por Jenna Ortega como el personaje titular, junto con Gwendoline Christie, Riki Lindhome, Jamie McShane, Hunter Doohan, Percy Hynes White, Emma Myers, Joy Sunday, Georgie Farmer, Naomi J. Ogawa, Christina Ricci y Moosa Mostafa como miembros del reparto principal. Además, cuatro de los ocho episodios de la primera temporada fueron dirigidos por Tim Burton, quien también se desempeña como productor ejecutivo. La primera temporada gira en torno a Wednesday Addams, quien intenta resolver un misterio sobre una serie de asesinatos en su nueva escuela.
Burton fue contactado previamente para dirigir la película de 1991, The Addams Family, y posteriormente participó en una película de animación stop-motion sobre la Familia Addams que terminó siendo cancelada. En octubre de 2020, se informó que Burton finalmente dirigiría una serie de televisión basada en la familia, la cual sería encargada por Netflix. Posteriormente, Ortega fue elegida en parte para representar la ascendencia latina del personaje de Wednesday. Mientras que Ricci, quien interpretó previamente a Wednesday en la película de 1991 y su secuela de 1993, Addams Family Values, fue invitada por Burton para unirse a la serie en un papel principal. El rodaje de la serie tuvo lugar en Rumania entre septiembre de 2021 y marzo de 2022.
Wednesday se estrenó el 16 de noviembre de 2022 y se lanzó en Netflix el 23 de noviembre del mismo año recibiendo generalmente críticas positivas por parte de los críticos, quienes elogiaron la actuación de Ortega. A tres semanas de su lanzamiento, Wednesday se convirtió en la segunda serie de habla inglesa más vista de Netflix. Además, la serie recibió dos nominaciones a los Premios Globo de Oro: a «Mejor serie de televisión» en la sección «Musical o comedia» y a «Mejor actriz» para Ortega, y ganó cuatro premios Primetime Emmy, al mismo tiempo que recibió nominaciones a «Mejor serie de comedia» y «Mejor actriz principal en una serie de comedia» para Ortega. En enero de 2023, la serie se renovó para una segunda temporada, cuya primera parte se estrenó el 6 de agosto de 2025, mientras que el estreno de la segunda parte está previsto para el 3 de septiembre. En julio de 2025, la serie se renovó para una tercera temporada.

## Premisa
Wednesday Addams es expulsada de su escuela después de arrojar pirañas vivas a la piscina de la escuela en represalia por el acoso del equipo masculino de waterpolo hacia su hermano menor, Pugsley. En consecuencia, sus padres, Gomez y Morticia, la transfieren a su antigua escuela donde pasaron juntos la secundaria, la Academia Nunca Más, una escuela privada para jóvenes con habilidades especiales que son marginados en la sociedad, ubicada en la ciudad de Jericho, Vermont. La personalidad fría y sin emociones de Wednesday y su naturaleza desafiante le dificultan conectarse con sus compañeros de escuela y la hacen entrar en conflicto con la directora de la escuela, Larissa Weems. Sin embargo, Wednesday, habiendo heredado las habilidades psíquicas de su madre, se propondrá resolver un misterio relacionado con varios asesinatos locales.
En la segunda temporada, Wednesday regresa a Nunca Más y mientras desarrolla con mayor control sus habilidades psíquicas, deberá de enfrentarse a un nuevo misterio así como también evitar la muerte de su compañera de cuarto y mejor amiga, Enid Sinclair. Además, Pugsley se inscribe en Nunca Más, debido a que el sucesor de Weems, Barry Dort, desea que Morticia asuma un papel en la recaudación de fondos de la escuela.

## Reparto

### Principales
- Jenna Ortega como Wednesday Addams (Merlina Addams en Hispanoamérica / Miércoles Addams en España): una adolescente con poderes psíquicos.
  - Ortega también interpreta a Goody Addams, la antepasada fallecida de Wednesday del siglo XVII, a quien ella ve en sus visiones.[6]
  - Karina Váradi interpreta a una joven Wednesday
- Gwendoline Christie como Larissa Weems, la directora cambiaformas de la Academia Nunca Más y una antigua alumna que fue compañera de habitación de Morticia. 
  - Oliver Wickham interpreta a una joven Larissa Weems
- Riki Lindhome como la Dra. Valerie Kinbott (temporada 1), la terapeuta de Wednesday designada por Nunca Más de la ciudad local de Jericho
- Jamie McShane como Donovan Galpin (temporada 1; invitado en la temporada 2), el sheriff de Jericho que sospecha de Wednesday 
  - Ben Wilson interpreta a un joven Donovan Galpin
- Hunter Doohan como Tyler Galpin, un barista de una cafetería local e hijo del sheriff Galpin
- Percy Hynes White como Xavier Thorpe (temporada 1), un estudiante psíquico de Nunca Más que puede tener visiones a través de sueños y hacer que su arte cobre vida
- Emma Myers como Enid Sinclair, la colorida hombre lobo compañera de cuarto de Wednesday en Nevermore
- Joy Sunday como Bianca Barclay, una estudiante abeja reina sirena en Nunca Más y exnovia de Xavier
- Georgie Farmer como Ajax Petropolus, un estudiante gorgona en Nunca Más que tiene un interés romántico en Enid
- Naomi J. Ogawa como Yoko Tanaka (temporada 1), una estudiante vampiro en Nunca Más
- Christina Ricci como Marilyn Thornhill / Laurel Gates (temporada 1; temporada 2 como invitada), la profesora de botánica en Nunca Más, madre de dormitorio de Wednesday y Enid, y hermana menor de Garrett. Ricci interpretó previamente a Wednesday Addams en The Addams Family y Addams Family Values.
- Moosa Mostafa como Eugene Ottinger, un estudiante de Nunca Más que puede controlar abejas y posteriormente insectos
- Steve Buscemi como Barry Dort (temporada 2), el sucesor pirotécnico de la directora Weems en la Academia Nunca Más, que abraza el orgullo de paria hasta el extremo
- Isaac Ordonez como Pugsley Addams (temporada 2; temporada 1 como invitado), el hermano menor de Wednesday. En la segunda temporada, comienza a desarrollar la capacidad de generar electricidad estática, similar a la de su tío paterno.
- Owen Painter como "Slurp" ("Pota" en España) (temporada 2), el cadáver reanimado de un exalumno de Nunca Más.
- Billie Piper como Isadora Capri (temporada 2), exniña prodigio y profesora de música hombre lobo en Nunca Más.
- Luyanda Unati Lewis-Nyawo como Ritchie Santiago (temporada 2; recurrente en la temporada 1), ayudante del sheriff Galpin. En la temporada 2, es la nueva sheriff de Jericho tras el despido de Galpin.
- Victor Dorobantu como Thing (temporada 2; recurrente en la temporada 1), una mano incorpórea consciente y pariente de Wednesday a quien sus padres enviaron para cuidarla en Nunca Más
- Noah B. Taylor como Bruno Yuson (temporada 2), un estudiante hombre lobo en Nunca Más que se enamoró de Enid
- Evie Templeton como Agnes DeMille (temporada 2), la fan obsesionada de Wednesday en Nunca Más con poderes de invisibilidad
- Luis Guzmán como Gomez Addams (temporada 2; invitado en la temporada 1), el padre de Wednesday y el apasionado esposo de Morticia.
- Catherine Zeta-Jones como Morticia Addams (de soltera Frump) (temporada 2; invitada en la temporada 1), la madre de Wednesday, que asistió a la Academia Nunca Más con su esposo cuando era más joven y es una psíquica similar a su hija 
  - Gwen Jones interpreta a una joven Morticia Frump

### Recurrentes
- George Burcea (temporada 1) y Joonas Suotamo (temporada 2) como Lurch: el imponente mayordomo de los Addams.[7]
- Iman Marson como Lucas Walker: el hijo del alcalde Walker, cuyo grupo de amigos a menudo tiene problemas con Wednesday..
- Tommie Earl Jenkins como Noble Walker: el alcalde y exsheriff de Jericho.
  - Ismail Kesu interpreta a un joven Noble.
- Gracy Goldman como Gabrielle Barclay: la madre de Bianca.

### Invitados
- Calum Ross como Rowan Laslow: un estudiante de la Academia Nunca Más, quien posee poderes telequinéticos y le causa problemas a Wednesday
- William Houston como Joseph Crackstone (temporada 1), antepasado de Laurel y padre fundador de Jericho, que tenía la intención de matar a todos los marginados.
- Nitin Ganatra como el Dr. Reggie Anwar (temporada 1), un funerario que trabaja en la morgue de Jericho.
- Lewis Hayes como Garrett Gates (temporada 1), un adolescente enamorado de una joven Morticia, a quien Gomez sospecha de asesinar durante su estancia en Nunca Más, y era hermano de Laurel.
- Fred Armisen como el tío Fester Addams, el tío criminal de Wednesday que posee la capacidad de generar electricidad estática.
- Haley Joel Osment como Chet LaTroy / Escalpeador de Kansas City (temporada 2), un desertor de la escuela de arte con mala suerte, peluquero de mascotas y un infame asesino en serie al que Wednesday ataca.
- Christopher Lloyd como el Profesor Orloff (temporada 2), el profesor más veterano de Nunca Más, cuya cabeza está preservada en un frasco. Lloyd interpretó previamente al Tío Fétido en The Addams Family y Addams Family Values.
- Heather Matarazzo como Judi Spannegel (temporada 2), asistente ejecutiva en el Hospital Psiquiátrico Willow Hill con un oscuro secreto.
- Thandiwe Newton como la Dra. Rachael Fairburn (temporada 2), psiquiatra jefe en Willow Hill.
- Anthony Michael Hall como Ron Kruger (temporada 2), el jefe scout de los Cadetes Phoenix que se enfrenta a la Academia Nunca Más.
- Joanna Lumley como la Abuela Hester Frump (temporada 2), la formidable y distanciada madre de Morticia que es una magnate funeraria fabulosamente rica.
- Frances O'Connor (temporada 2).
- Lady Gaga como Rosaline Rotwood (temporada 2), una maestra legendaria en Nunca Más que se cruza con Wednesday.

## Episodios

### Temporadas
| Temporada | Temporada | Episodios | Episodios               | Lanzamiento original    | Lanzamiento original    |
| --------- | --------- | --------- | ----------------------- | ----------------------- | ----------------------- |
|           | 1         | 8         | 8                       | 23 de noviembre de 2022 | 23 de noviembre de 2022 |
|           | 2         | 8         | 4                       | 6 de agosto de 2025     | 6 de agosto de 2025     |
| 4         | 2         | 8         | 3 de septiembre de 2025 | 3 de septiembre de 2025 |                         |

### Primera temporada (2022)
| N.º en serie | N.º en temp. | Título                                                                                          | Dirigido por    | Escrito por                               | Fecha de lanzamiento original |
| --- | ------------ | ----------------------------------------------------------------------------------------------- | --------------- | ----------------------------------------- | ----------------------------- |
| 1 | 1            | «Wednesday's Child Is Full of Woe» «Y un sombrío día nació / Los miércoles son tristes»         | Tim Burton      | Alfred Gough & Miles Millar               | 23 de noviembre de 2022       |
| Wednesday, una estudiante de secundaria, encuentra a su hermano Pugsley atado en un casillero. Ella ve una visión psíquica de sus matones a quienes intenta matar en venganza pero es expulsada. Sus padres, Morticia y Gómez, deciden inscribirla en la Academia Nunca Más, una escuela para marginados. Mientras tanto, una criatura desconocida mata a un excursionista cerca de Nunca Más. Los padres de Wednesday sueltan a Thing, una mano sensible sin cuerpo, para cuidarla. Conoce a su compañera de cuarto Enid, todo lo contrario a Wednesday, y se enfrenta a duelo con Bianca, la chica popular, después de que ella intimida a otro chico, Rowan. Más tarde, Wednesday casi es asesinada por una gárgola que cae, pero el exnovio de Bianca, Xavier, lo salva. Después de escapar de su sesión de terapia ordenada por la corte, Wednesday conoce a Tyler, quien acepta ayudarla a escapar de Nunca Más. Sin embargo, la directora Larissa Weems la detiene y la lleva de regreso a la escuela. Más tarde, Tyler y Wednesday se encuentran en la feria local y Wednesday tiene una visión de la muerte de Rowan. Rowan intenta matarla pero es asesinado por el monstruo. |              |                                                                                                 |                 |                                           |                               |
| 2 | 2            | «Woe Is the Loneliest Number» «El sombrío encanto de la soledad / La tristeza es solitaria»     | Tim Burton      | Alfred Gough & Miles Millar               | 23 de noviembre de 2022       |
| Wednesday convence a un escéptico sheriff Galpin de que el autor de los asesinatos es, de hecho, un monstruo. De repente, Rowan reaparece ileso. Wednesday duda de su cordura y decide investigar los asesinatos ella misma. Ella deambula por el campus preguntando por Rowan y le dicen que ha sido expulsado. Mientras tanto, Weems se preocupa cada vez más por las visiones de Wednesday y la sigue de cerca. Ella se enfrenta a un Rowan defensivo cuando sale de la escuela y envía a Thing a seguirlo. Se revela que Rowan es Weems que tiene cambio de forma en él, y Thing los pierde. Wednesday tiene visiones de un libro perteneciente a una sociedad de antiguos estudiantes. En su búsqueda del libro, escucha a Bianca planeando amañar el próximo torneo estudiantil. Wednesday se une a Enid para derrotar a Bianca y ganar el torneo. Más tarde, Wednesday descubre una biblioteca oculta dentro de la escuela, donde es capturada. |              |                                                                                                 |                 |                                           |                               |
| 3 | 3            | «Friend or Woe» «Amistad, sombrío tesoro / Tristemente amiga o enemiga»                         | Tim Burton      | Kayla Alpert                              | 23 de noviembre de 2022       |
| Wednesday se encuentra atada y rodeada por miembros de una sociedad de estudiantes de élite, incluidos Bianca y Xavier. Wednesday se libera y sale de la biblioteca, llevándose uno de los libros con ella. Weems ordena a Wednesday tocar en la banda de la escuela en una próxima ceremonia de la ciudad. Un dibujo en el libro la lleva a una exposición en una feria local, donde se da cuenta de la pintura de una niña que había visto en sus visiones. En el bosque, Wednesday visualiza a la niña que cree que es un antiguo antepasado suyo lista para ser ejecutada por Joseph Crackstone, el antepasado del pueblo con la intención de matar a todos los inadaptados, pero ella es capaz de escapar. Wednesday es emboscada por el monstruo, que descubre que es humano. De vuelta en la ciudad, Wednesday interrumpe la ceremonia y Weems la regaña. Mientras investiga la escena de un crimen en el bosque, la policía encuentra una cámara que logró capturar fotografías del monstruo. |              |                                                                                                 |                 |                                           |                               |
| 4 | 4            | «Woe What a Night» «Una sombría noche de baile / Qué noche la de ese día»                       | Tim Burton      | Kayla Alpert                              | 23 de noviembre de 2022       |
| Wednesday y Thing irrumpen en la oficina del forense para copiar los archivos de las víctimas del monstruo. Al tratar de identificar un patrón, descubre que a cada víctima se le extirparon partes del cuerpo quirúrgicamente. Wednesday sospecha de Xavier y lo sigue a su estudio de arte, donde descubre varios dibujos del monstruo, lo que la lleva a la guarida del monstruo. Allí, recupera una de sus garras y se la da al Sheriff Galpin para que coincida con su ADN. Wednesday y Tyler asisten juntos a un baile local. Mientras tanto, el compañero de clase Eugene, que está al tanto del trabajo de investigación de Wednesday, es testigo de una figura encapuchada que detona la cueva del monstruo. El baile es interrumpido por el hijo del alcalde, quien activa el sistema de rociadores contra incendios del edificio en venganza por la interrupción de Wednesday de la ceremonia de la ciudad. Wednesday siente que Eugene está en peligro y se dirige al bosque, solo para encontrarlo gravemente herido por el monstruo. |              |                                                                                                 |                 |                                           |                               |
| 5 | 5            | «You Reap What You Woe» «Cosecharás tu sombría siembra / Quien siembra vientos recoge tristeza» | Gandja Monteiro | April Blair                               | 23 de noviembre de 2022       |
| Hace 32 años, Gomez es arrestado bajo sospecha de haber matado a Garrett Gates en Nunca Más. Actualmente, los Addams visitan a Wednesday para el fin de semana de padres en Nunca Más. Una sesión de terapia familiar se interrumpe cuando Wednesday confronta a sus padres sobre el presunto asesinato. Mientras tanto, el sheriff Galpin se entera de que el forense se suicidó después de admitir que fabricó el informe de autopsia de Gates. Galpin concluye que Gomez es culpable y lo arresta. En prisión, Gomez le revela a Wednesday que Gates murió por accidente, mientras que Morticia confiesa haber matado a Gates. Wednesday y Morticia desentierran la tumba de Gates y descubren que había sido envenenado letalmente antes de que pudieran matarlo, pero la policía las atrapa y las arrestan por la noche. Más tarde, se enfrentan al alcalde, quien revela que Garrett tenía la intención de envenenar a toda la escuela debido al odio de su padre por los marginados. El alcalde acepta liberar a Gomez después de admitir que encubrió el motivo de Gates. De vuelta en Nunca Más, Weems admite a regañadientes que encubrió la muerte de Rowan cambiando de forma en un esfuerzo por evadir la controversia en la escuela. |              |                                                                                                 |                 |                                           |                               |
| 6 | 6            | «Quid Pro Woe» «Sombríamente en deuda / Hoy por mí, mañana por mí»                              | Gandja Monteiro | April Blair                               | 23 de noviembre de 2022       |
| Wednesday intenta convocar a Goody, un viejo ancestro y compañero psíquico. Durante una fiesta sorpresa de cumpleaños, Wednesday tiene una visión de Goody, quien le indica que busque la mansión Gates. Allí, ve al alcalde cuando sale del edificio y se cuela en su automóvil. Después de regresar a la ciudad, el alcalde es atropellado y gravemente herido. Weems cierra la escuela y le prohíbe a Wednesday salir del campus. Con la ayuda de Tyler y Enid, ella escapa y regresa a la mansión Gates. Allí, descubren que Laurel Gates, la pariente de Garrett que durante mucho tiempo se creía muerta, aún podría estar viva. Encuentran las partes del cuerpo cortadas de las víctimas del monstruo en un sótano, pero se ven obligados a escapar después de ser emboscados por el monstruo. Wednesday lleva a Galpin al sótano, solo para encontrarlo vacío. En Nunca Más, Wednesday convence a Weems de que no la expulse para poder continuar con su investigación. En el hospital, un desconocido mata al alcalde. |              |                                                                                                 |                 |                                           |                               |
| 7 | 7            | «If You Don't Woe Me by Now» «Un sombrío dilema / Qué triste que todavía ni me conozcas»        | James Marshall  | Alfred Gough, Miles Millar & Matt Lambert | 23 de noviembre de 2022       |
| En el funeral del alcalde, Wednesday se da cuenta de una figura al acecho y la persigue por el bosque. Se revela que la figura es su tío Fester, quien le explica a Wednesdayque el monstruo que ha estado investigando es un Hyde. Juntos, recuperan un diario de la biblioteca oculta que revela que un Hyde siempre debe tener un maestro. Más tarde, rastrean y siguen a Xavier, a quien ven reunirse con la Dra. Kinbott, la terapeuta de Wednesday, en el bosque. Después de regresar de una cita con Tyler, Wednesday encuentra su dormitorio devastado, el diario robado y a Thing gravemente herido. La investigación sobre Laurel Gates revela que ella está viva y es la dueña de Hyde. Wednesday inicialmente sospecha de la Dra. Kinbott, pero el Hyde la mata. La policía llega para arrestar a Xavier, quien Wednesday cree que es la criatura. Wednesday decide entablar una relación con Tyler, pero de repente tiene una visión de él como el Hyde. |              |                                                                                                 |                 |                                           |                               |
| 8 | 8            | «A Murder of Woes» «Fuerzas sombrías como una bandada de cuervos / Una bandada de tristeza»     | James Marshall  | Alfred Gough & Miles Millar               | 23 de noviembre de 2022       |
| Wednesday y sus compañeros de clase atraen a Tyler al bosque, donde lo secuestran. Buscando una confesión, Wednesday comienza a torturar a Tyler, al no estar de acuerdo con sus métodos sus compañeros de clase, alertan a Weems y arrestan a Wednesday. En la estación de policía, Tyler finalmente confiesa ser el monstruo. Harta del comportamiento de Wednesday, Weems la expulsa de Nunca Más. En la noche Wednesday va a la prisión a ver Xavier confesando que él es inocente y Thing lo ayuda a escapar, luego visita a Eugene en el hospital, quien le dice que la figura que vio en la cueva del monstruo usaba botas rojas, a lo que era juego con las de la Sra. Thornhill. Usando sus poderes de cambio de forma de Weems y Wednesday consiguen que Thornhill confiese su verdadera identidad, Laurel Gates. Sin embargo, Gates mata a Weems y somete a Wednesday, usando su sangre que resucita a Crackstone y deja que Wednesday muera siendo apuñañada, pero Goody lo curar adentrándose dentro de Wednesday. Enid de camino, finalmente se transforma en su forma licántropa, a lo que derrota a Tyler en su forma de Hyde mientras Crackstone rompe Nunca Más en su búsqueda por destruir la escuela. Después de una lucha, Xavier defiende a Wednesday y ayuda a sacar a los demás de la escuela a pedido de Wednesday que destruye a Crackstone con la ayuda de Bianca, Eugene con las abejas y aparentemente Wednesday mata a Gates, quedando todos los alumnos a salvo. Al día siguiente Xavier sale de prisión, Wednesday se despide de sus amigas, se encuentra con Xavier, ambos hacen las pases, no sin antes Xavier le da un regalo obsequiándola un móvil moderno a Wednesday estando ella agradecida se despiden y parte de Nunca Más para las vacaciones. |              |                                                                                                 |                 |                                           |                               |

### Segunda temporada (2025)
| Parte 1 |   |                                                                                                  |                 |                                              |                         |
| 9 | 1 | «Here We Woe Again» «Y un sombrío día volvió / La vuelta a la tristeza»                          | Tim Burton      | Alfred Gough & Miles Millar                  | 6 de agosto de 2025     |
| Wednesday regresa a Nevermore y descubre que es una celebridad. El nuevo director, Barry Dort, le ofrece el puesto de estudiante de honor en una hoguera de inicio de curso. En su dormitorio, se da cuenta de que tiene un acosador. Dort convence a Morticia para que lidere un comité de recaudación de fondos. Después de que el investigador privado Carl Bradbury fuera "asesinado por una bandada de cuervos", el exsheriff Galpin le pide ayuda a Wednesday para resolver el caso, pero ella se niega debido a sus acciones del año pasado. Dort presiona a Bianca para que use su hipnosis para recaudar fondos para la escuela. Xavier le envía a Wednesday una pintura que muestra un cuervo ciego. El acosador de Wednesday roba su manuscrito. Tras recuperarlo de en medio de la hoguera, Wednesday rechaza públicamente todos los elogios por salvar la escuela y se marcha furiosa. Tras enterarse de la muerte de un exalumno con un corazón mecánico a causa de sus peligrosos inventos, Pugsley lo revive accidentalmente convertido en zombi. Enid persigue a Wednesday, pero Wednesday se derrumba después de tener una visión de la lápida de Enid en un cementerio infestado de cuervos.                                   |   |                                                                                                  |                 |                                              |                         |
| 10 | 2 | «The Devil You Woe» «Más vale un sombrío demonio conocido / Más vale diablo triste que conocido» | Paco Cabezas    | Matt Lambert                                 | 6 de agosto de 2025     |
| Wednesday encuentra a Galpin asesinado por cuervos en su casa, y sus poderes psíquicos fallan. Durante el Día de la Broma de Nunca Más, Wednesday encuentra uno de los ojos de Galpin colocado en el dormitorio de ella y Enid. Pugsley le revela a Eugene a Slurp, el zombi que ha encadenado y que tiene como mascota, pero finalmente escapa. Wednesday va al Hospital Psiquiátrico Willow Hill, donde Tyler está confinado. Después de reunirse con la psiquiatra de Tyler, la Dra. Rachael Fairburn, Wednesday le cuenta a Tyler sobre la muerte de su padre. Enid y su amor platónico, Bruno, son secuestrados, y Wednesday resuelve una serie de acertijos para liberarlos. Agnes DeMille, una estudiante con poderes de invisibilidad, se revela como la acosadora detrás de los acertijos, pero niega su participación en el asesinato de Galpin. Bianca intenta persuadir a Morticia para que le pida una donación a su madre, de quien está distanciada, pero Morticia se niega. Tras descubrir que Dort está protegida de los efectos de sus poderes de sirena, Bianca los usa contra Morticia. Thing le confiesa a Wednesday que Morticia robó el libro de Goody Addams.                                                             |   |                                                                                                  |                 |                                              |                         |
| 11 | 3 | «Call of the Woe» «El llamado de la sombría naturaleza / La llamada de la tristeza»              | Paco Cabezas    | Valentina Garza                              | 6 de agosto de 2025     |
| Wednesday accede al teléfono de Galpin y descubre la existencia del «Bullpen», una cabaña de caza que usaban como punto de encuentro. Wednesday decide asistir al primer viaje de campamento de Nevermore para investigar, pero sus padres también los acompañan como acompañantes. Pugsley lleva a Slurp para que no lo dejen solo. Una doble reserva lleva a Nevermore a competir con los Cadetes Fénix por el uso del campamento, y Nevermore gana el reto de capturar la bandera. En el "Bullpen", Wednesday descubre años de noticias sobre las muertes de pacientes marginados de Willow Hill y el nombre "LOIS" pintado en una pared. En un intento por recuperar el libro de Goody, Wednesday reta a Morticia a un duelo a ciegas, que ella acepta con la condición de que, si gana, queme el libro; Morticia gana. Cuando los Cadetes Fénix intentan asaltar el campamento, liberan accidentalmente a Slurp, quien mata a su líder scout en el proceso. Pugsley descubre rápidamente el intento de Slurp de matar a Gómez y lo detiene con sus poderes eléctricos, pero Slurp escapa. Después de que Wednesday detiene a Slurp, lo transfieren a Willow Hill, donde Laurel Gates también es una nueva paciente.                          |   |                                                                                                  |                 |                                              |                         |
| 12 | 4 | «If These Woes Could Talk» «Si estas sombrías paredes hablaran / Si las tristezas hablaran»      | Tim Burton      | Lauren Otero                                 | 6 de agosto de 2025     |
| Wednesday descubre que los certificados de defunción de Willow Hill fueron firmados por Augustus Stonehearst, ahora paciente. Fester se infiltra en Willow Hill para aprender sobre "LOIS". Cuando la abuela Frump ofrece donar a Nevermore si se devuelve el libro de Goody, Morticia lo quema. El intento de Fester por descubrir la verdad se ve frustrado, lo que lleva a su encarcelamiento junto a Slurp, pero Wednesday lo rescata mientras Slurp escapa. Wednesday y Fester descubren que "LOIS" (Estudio de Integración de los Parias a Largo Plazo) es un programa secreto para transferir los poderes de los marginados a los normales, y los pacientes de Willow Hill supuestamente fallecidos siguen cautivos, incluyendo a una mujer no identificada. Judi Spannegel, asistente del Dr. Fairburn e hija de Stonehearst, revela sus experimentos para convertirse en un avian, capaz de controlar aves. Tras la liberación de Fester de los detenidos de "LOIS", Slurp mata al Dr. Fairburn y a Stonehearst, lo que acelera su regeneración y le permite hablar. Laurel libera a Tyler, pero Tyler, en su forma de Hyde, la mata. Mientras Wednesday ayuda a escapar a la misteriosa mujer, Tyler la lanza por una ventana y escapa. |   |                                                                                                  |                 |                                              |                         |
| Parte 2 |   |                                                                                                  |                 |                                              |                         |
| 13 | 5 | —                                                                                                | Angela Robinson | Erika Vazquez & Siena Butterfield            | 3 de septiembre de 2025 |
| 14 | 6 | —                                                                                                | Angela Robinson | Alfred Gough & Miles Millar y Kayla Alpert   | 3 de septiembre de 2025 |
| 15 | 7 | —                                                                                                | Tim Burton      | —                                            | 3 de septiembre de 2025 |
| 16 | 8 | —                                                                                                | Tim Burton      | Alfred Gough & Miles Millar & James Madejski | 3 de septiembre de 2025 |

## Producción

### Desarrollo
Durante la preproducción de la película La familia Addams de 1991, a Tim Burton se le asignó la dirección, pero terminó dejándola pasar debido a conflictos de programación con Batman Returns, lo que resultó en que Barry Sonnenfeld aceptara el trabajo. En marzo de 2010, se anunció que Illumination Entertainment, en asociación con Universal Pictures, había adquirido los derechos subyacentes de los dibujos de la familia Addams. Se planeó que la película fuera una película animada stop-motion basada en los dibujos originales de Charles Addams. Burton estaba listo para coescribir y coproducir la película, con la posibilidad de dirigirla. En julio de 2013, se informó que la película fue cancelada.
En octubre de 2020, se anunció inicialmente como un proyecto de la familia Addams sin nombre dirigido por Burton. La producción de la serie estaría a cargo de MGM Television, con Burton como director. Alfred Gough y Miles Millar servirían como showrunners; mientras que Gough, Millar y Burton también serían productores ejecutivos junto a Gail Berman, Jon Glickman y Andrew Mittman. En febrero de 2021, Netflix le dio a la producción un pedido de serie, que consta de ocho episodios. En agosto de 2021, se agregó a Kayla Alpert como productora ejecutiva y 1.21, Tee and Charles Addams Foundation y Glickmania también produjeron la serie. En diciembre de 2021, se informó que Danny Elfman se unió a la serie para componer el tema y la partitura originales.

### Casting
El 19 de mayo de 2021, Jenna Ortega fue elegida para el papel titular. El 6 de agosto de 2021, Luis Guzmán fue elegido como estrella invitada como Gómez Addams. El 9 de agosto de 2021, Catherine Zeta-Jones fue elegida como Morticia Addams en una capacidad no revelada. El 27 de agosto de 2021, se anunció que Thora Birch, Riki Lindhome, Jamie McShane, Hunter Doohan, Georgie Farmer, Moosa Mostafa, Emma Myers, Naomi J. Ogawa, Joy Sunday y Percy Hynes White se habían agregado al elenco como serie. El 15 de septiembre de 2021, Gwendoline Christie y Victor Dorobantu fueron elegidos para papeles protagónicos, mientras que Isaac Ordonez, George Burcea, Tommie Earl Jenkins, Iman Marson, William Houston, Luyanda Unati Lewis-Nyawo, Oliver Watson, Calum Ross y Johnna Dias Watson fueron emitidos en papeles recurrentes. En diciembre de 2021, Birch salió de la serie, dejando sin aclarar el estado de su personaje, la madre del dormitorio Tamara Novak. El 21 de marzo de 2022, se anunció que Christina Ricci, quien interpretó a Wednesday Addams en la película de 1991 y su secuela de 1993, fue elegida como un personaje regular.
En abril de 2024, Steve Buscemi se unió al reparto de la serie como nuevo director de Nevermore Academy, junto a Thandiwe Newton en un papel no revelado. En mayo, se anunció el elenco de la segunda temporada, con Buscemi interpretando a Barry Dort, Billie Piper como Capri, Joanna Lumley como la abuela, Newton como el Dr. Fairburn, además de Evie Templeton, Owen Painter, Noah Taylor, Christopher Lloyd, Frances O'. Connor, Haley Joel Osment, Heather Matarazzo y Joonas Suotamo en papeles no revelados, mientras que Zeta-Jones, Guzmán, Ordonez y Lewis-Nyawo como personajes regulares de la serie. En noviembre de 2024, se anunció que Lady Gaga hace un cameo en la segunda temporada de la serie.

### Rodaje
El rodaje de la serie comenzó el 13 de septiembre de 2021 en Bucarest, Rumania, y concluyó el 30 de marzo de 2022. Para Jenna Ortega, el rodaje fue agotador a pesar de que dijo que era «el trabajo más gratificante que he hecho». Para las escenas de baile, se inspiró en los videos musicales de Siouxsie Sioux y coreografió la secuencia del episodio 4 ella misma con la canción de the Cramps Goo Goo Muck.

## Estreno
Wednesday se estrenó el 23 de noviembre de 2022 en Netflix y consta de ocho episodios.
Wednesday 2 se estrenó el 6 de agosto de 2025 y el 3 de septiembre de 2025 por ocho episodios más.

## Recepción
El sitio web del agregador de reseñas Rotten Tomatoes informó un índice de aprobación del 72% y una calificación promedio de 6,8/10, según 86 reseñas. El consenso de los críticos del sitio web dice: "Wednesday no está exactamente lleno de problemas para los espectadores, pero sin Jenna Ortega a la cabeza, esta serie adyacente a la Familia Addams bien podría ser un drama más de la cadena de televisión The CW". Metacritic se le asignó una puntuación de 66 sobre 100 basada en 26 críticos, lo que indica "críticas generalmente favorables".

## Imitaciones y Fan-creatividad

### Información general
Tras el estreno de la serie de Netflix «Wednesday» en 2022, Wednesday Addams alcanzó fama mundial gracias a una parodia viral. En ella se sincronizó el baile de Wednesday (temporada 1, episodio 4, minuto 33) con un remix techno de "Bloody Mary" de Lady Gaga. El clip inspiró a espectadores de todo el mundo y dio origen a una ola de imitaciones y creaciones de fans. Entre las imitadoras de alto perfil figuran Madonna y la propia Lady Gaga.
La imitación como fenómeno ha trascendido la pantalla y se ha manifestado en la literatura de aficionados, proyectos DIY, manualidades infantiles, memes visuales, tuning automotriz, deportes profesionales, gastronomía y espectáculos en vivo.

### Literatura, muñecas, tuning, gastronomía
En plataformas populares han surgido varios cientos de miles de relatos de fanfiction dedicados a Wednesday Addams en apenas unos meses. Una búsqueda de «Wednesday Addams» en Wattpad arroja 188 000 resultados, mientras que "Enid Sinclair" aparece en más de 2 200 textos en ese mismo sitio.
Los autores transportan a los personajes a mundos y situaciones nuevas: a veces describen cómo el propio escritor se convierte en Wednesday o imaginan encuentros entre fans y personajes de la serie. Otros relatos cruzan a Wednesday con personajes de otras películas, como M3GAN. También son populares los emparejamientos románticos alternativos, por ejemplo  "WenClair" (Wednesday y Enid Sinclair). En ocasiones, Wednesday sirve simplemente de punto de partida para novelas, tutoriales de maquillaje o proyectos de muñecas.
Incluso Netflix ha fomentado el fanart: en Nueva York organizó un performance de «Thing» en el que un animatrónico con forma de «Mano viviente» asustaba a los transeúntes como parte de la promoción de la serie.
La patinadora artística Kamila Valieva se presentó en la pista de hielo vestida como Wednesday, y la creadora de YouTube Kamelia Melnik dedicó a la protagonista un número musical completo.
El taller West Coast Customs transformó un Pontiac Silver Streak de 1938 en "The Wednesday Hearse", alargando la carrocería para convertirlo en un vehículo fúnebre al estilo Addams.
Los aficionados también dibujan ilustraciones, bordan tapices, publican cómics e incluso hornean pasteles góticos inspirados en Wednesday.
Los libros de cocina dedicados a Wednesday recuperan la estética culinaria macabra típica de la Familia Addams, tal y como se muestra en las adaptaciones de 1964 a 2005.

### Canales de vídeo y comunidades inspirados en Wednesday»
La imitación de Wednesday se ha hecho viral en YouTube, Instagram y Facebook. Han surgido múltiples tráilers no oficiales de la segunda temporada con efectos generados por IA.
Los vídeos de fans sitúan a Wednesday en escenarios cotidianos o lúdicos, lo que atrae especialmente al público infantil; algunos de estos clips acumulan cientos de millones de visualizaciones entre los usuarios más jóvenes.
Los canales y comunidades dedicados exclusivamente a Wednesday registran cifras destacadas de suscriptores y reproducciones. Recomparten fotos y vídeos, y de vez en cuando ofrecen memes elaborados, collages estéticos o montajes breves con música de tendencia.